# Mindanaói füleskuvik
A mindanaói füleskuvik (Otus mirus) a madarak (Aves) osztályának a bagolyalakúak (Strigiformes) rendjéhez, ezen belül a bagolyfélék (Strigidae) családjához tartozó faj.

## Rendszerezése
A fajt Sidney Dillon Ripley és Dioscoro Rabor írták le 1968-ben, a füleskuvik (Otus scops) alfajaként Otus scops mirus néven.

## Előfordulása
A Fülöp-szigetekhez tartozó Mindanao szigetén honos. Természetes élőhelyei a szubtrópusi és trópusi hegyi esőerdők. Állandó, nem vonuló faj.

## Megjelenése
Testhossza 20 centiméter.

## Természetvédelmi helyzete
Az elterjedési területe kicsi és még ez is csökken, egyedszáma szintén csökken. A Természetvédelmi Világszövetség Vörös listáján nem fenyegetett fajként szerepel.